# Сушко Роман Васильович
Сушко Роман Васильович (13 серпня 1950, с. Болехівці Дрогобицького району Львівської області — 26 січня 2017, Київ) — Борець  за незалежність України у ХХ сторіччі, український громадський діяч, заступник Голови Народного Руху України, лауреат Державної премії України в галузі науки і техніки (1992 р.), заслужений працівник промисловості України (2005 р.).

## Біографія
Роман Сушко народився 13 серпня 1950 року у с. Болехівці на Львівщині; помер 26 січня 2017 року у м. Київ.
1971 року закінчив Львівський політехнічний інститут, отримавши фах інженер хіміка-технолога.
У 1971—1972 роках працював робітником хіміко-металургійного комбінату у м. Калуш, а з 1972 по 1977 рр. обіймав посади інженера, начальника установок, керівника виробничо-технічного відділу дослідного заводу Інституту хімії поверхні Академії наук УРСР у м. Калуш
Впродовж 1973—1976 років навчався в аспірантурі Інституту фізичної хімії АН України, і 1982 року захистив кандидатську дисертацію «Синтез високодисперсних оксидів кремнію і титану», ставши кандидатом хімічних наук.
У 1977—1990 рр. був головним інженером дослідного заводу Інституту хімії поверхні АН УРСР.
У 1990—1998 та 2002—2006 роках обіймав посаду міського голови м. Калуша.
Впродовж 1994—1998 та 2006—2010 років був депутатом Івано-Франківської обласної ради.
1995 року здобув другу вищу освіту на юридичному факультеті Львівського державного університету.
У 1998—1999 рр. був заступник міського голови м. Івано-Франківська.
У 2006-2007 рр. був помічником-консультантом народного депутата України.
26 січня 2017 року Роман Сушко помер у Києві під час операції на серці у Національному інституті серцево-судинної хірургіі імені Миколи Амосова.' Операцію проводили провідні медики інституту впродовж 11 годин, проте серце зупинилося.

## Наукова робота
Роман Сушко є автором більше 30 наукових праць та 70 винаходів.

## Громадська робота
З листопада 1989 р. до 2013 . — член Народного Руху України.
У 1994 р. взяв участь у виборах до Верховної Ради у Калуському виборчому окрузі від НРУ і посів друге місце.
Впродовж 1996—1998 рр. — член Конгресу місцевих і регіональних влад Ради Європи.
У 1998 р. взяв участь у виборах до Верховної Ради у виборчому окрузі № 85 (центр — Калуш) від НРУ і посів третє місце з результатом 9,62 %.
З 1998 р. до 2002 р. — заступник голови Івано-Франківської Крайової організації НРУ, член Центрального Проводу НРУ.
З серпня 1999 р. по грудень 2001 р. очолював обласну організацію «Українського хімічного товариства».
Впродовж 2000—2002 рр. був координатором проекту Асоціації міст України.
У 2002 р. взяв участь у виборах до Верховної Ради за списком виборчого блоку політичних партій "Блок Віктора Ющенка "Наша Україна", №127 при 70 прохідних кандидатах.
У 2006 р. взяв участь у виборах до Верховної Ради за списком виборчого блоку політичних партій "Наша Україна", №132 при 81 прохідному кандидаті.
У 2007 р. взяв участь у виборах до Верховної Ради за списком виборчого блоку політичних партій "НАША УКРАЇНА – НАРОДНА САМООБОРОНА", №154 при 72 прохідних кандидатах.
З 2009 р. був заступником Голови Народного Руху України до 2013 р., коли був виключений з партії.
У 2014 р. взяв участь у виборах до Верховної Ради у виборчому окрузі № 85 (центр — Калуш) самовисуванцем і посів восьме (останнє) місце з результатом 1,28 %.

## Нагороди
- 1992 р. — лауреат Державної премії України в галузі науки і техніки.
- 2005 р. — заслужений працівник промисловості України.

## Сім'я
Одружений, мав трьох дочок.